# Orthopodomyia fontenillei
Orthopodomyia fontenillei är en tvåvingeart som beskrevs av Jacques Brunhes och Hervy 1995. Orthopodomyia fontenillei ingår i släktet Orthopodomyia och familjen stickmyggor.
Artens utbredningsområde är Madagaskar. Inga underarter finns listade i Catalogue of Life.